# Tintarella di luna/Mai
Tintarella di luna/Mai è il 14º singolo di Mina singolo discografico pubblicato il 9 settembre 1959 dalla casa discografica Italdisc.

## Storia
Come tutte le canzoni pubblicate da Mina nel periodo su supporto a 45 giri, anche queste sono contenute nell'antologia su CD Ritratto: I singoli Vol. 1 del 2010.
I due brani, con Splish Splash, fanno anche parte della colonna sonora di uno dei primissimi film musicarelli, cui Mina partecipa insieme ad altri cantanti: Juke box - Urli d'amore del 1959.
Tintarella di luna entrerà anche in altri film italiani rock'n'roll del periodo, ad esempio Urlatori alla sbarra del 1960.
Arrangiamenti de I Solitari, che suonano e accompagnano Mina.
Il brano Tintarella di luna, quasi contemporaneamente al singolo, viene inserito anche nell'EP Buon dì/Piangere un po'/Tintarella di luna/La verità e l'anno dopo come brano principale che da il titolo all'album di debutto della cantante.
Una registrazione dal vivo del brano (durata 1:40) nella 3ª puntata della trasmissione televisiva Alta Pressione, andata in onda il 30 settembre 1962, è presente nel DVD Gli anni Rai 1959-1962 Vol. 9, che fa parte di un cofanetto monografico pubblicato da Rai Trade e GSU nel 2008.
Una versione in francese con titolo Un petit claire de lune e testo di Jacques LaRue si trova nel singolo del 1960 T'aimer follement (Makin' Love)/Un petit clair de lune (Tintarella di luna) (Festival DN 233), nell'EP del 1960 T'aimer follement/Toi tu sais que je t'aime/Un petit clair de lune/La verità (Festival FX 45 1226 M) e nella raccolta del 1999 Notre étoile. Questi dischi fanno parte della discografia fuori dall'Italia dell'artista; in quella italiana il brano è reperibile solo nella raccolta Internazionale del 1998.
Il brano Mai è reperibile nella raccolta Mina ...Di baci del 1993, oltre che nella citata antologia dei singoli.
Lo si ascolta in sottofondo nel film L'avventura di Michelangelo Antonioni del 1960, durante una scena sentimentale tra Claudia (Monica Vitti) e Sandro (Gabriele Ferzetti) nell'albergo di Noto.

## Copertina
Ha diverse copertine fotografiche: ufficiale Archiviato il 12 marzo 2023 in Internet Archive. col suo retro, stampata anche con sfondo rosso (fronte, retro) o giallo (fronte, retro); alternativa e 3ª versione (visibile nell'infobox accanto) entrambe col retro identico.

## Accoglienza
Il 16 gennaio 1960 Mina è per la prima volta in carriera in testa alla classifica settimanale delle vendite dei singoli in Italia. 11 settimane consecutive di permanenza in classifica tra le prime dieci, di cui 6 tra le prime cinque; per un mese intero sul podio delle prime tre. Alla fine risulta il 13° singolo per vendite annuali durante il 1960.
Numeri ancor più considerevoli se paragonati alla versione de I Campioni che, negli stessi due anni, raggiunge al massimo il 15º posto settimanale e il 72° annuale.
| Classifica 1959 | Posizione  | Settimane |
| --------------- | ---------- | --------- |
| 19 dicembre     | 9 (da 15ª) | 1         |
| 26 dicembre     | 8          | 1         |

| Classifica 1960 | Posizione | Settimane |
| --------------- | --------- | --------- |
| 2 gennaio       | 2         | 1         |
| 9 gennaio       | 3         | 1         |
| 16 gennaio      | 1         | 1         |
| 23 - 30 gennaio | 2         | 2         |

| Data        | Posizione | Settimane |
| ----------- | --------- | --------- |
| 6 febbraio  | 5         | 1         |
| 13 febbraio | 7         | 1         |
| 20 febbraio | 10        | 1         |
| 27 febbraio | 9         | 1         |

## Tracce
Lato A
1. Tintarella di luna – 3:00 (testo: Franco Migliacci – musica: Bruno De Filippi; edizioni musicali Accordo)

Lato B
1. Mai – 1:57 (testo: Arturo Casadei, Aldo Locatelli, Silvana Simoni – musica: Arturo Casadei, Aldo Valleroni; edizioni musicali Universal Ricordi)